# 가좌동 (고양시)
가좌동(加佐洞)은 경기도 고양시 일산서구의 행정동으로, 가좌동과 구산동 등 2개의 법정동을 관할한다.
본래는 송산동 산하의 법정동이었다가, 2022년부터 송산동이 덕이동과 가좌동으로 분리되면서 행정동으로 독립했다.
고양시의 서북쪽 끝에 있으며, 동쪽으로는 덕이동, 동남쪽으로는 송포동과, 서쪽으로는 한강을 경계로 김포시와, 남쪽으로는 송포동, 대화동과, 북쪽으로는 파주시와 접한다.

## 법정동
- 가좌동(加佐洞)

가좌동은 덕이동의 서쪽으로, 오랫동안 농촌 마을로 남아 있다가 근래에 들어서 가좌 마을과 같은 대규모의 고층 아파트가 지어지고 있다. 작은 산을 깍아 만든 이 아파트들의 뒤에는 산이 있고 앞으로는 논이 펼쳐져 있어 주거환경이 우수한 곳이다. 현재 가좌 1~5통과 가좌 10~18통의 79개 통이 있다. 이중 가좌2통의 3개통은 전부 가좌동과 구산동이 섞여 있다.
- 구산동(九山洞)

구산동은 한강과 심학산 방향에 있는 한강 가의 마을이다. 넓은 평야 지대에 위치하여 거그뫼 마을을 제외하고는 산을 볼 수 없다. 거그뫼 마을, 노루뫼 마을, 장월 마을 등이 있다. 동의 서쪽으로는 한강이 지나고, 동의 한 가운데를 남동쪽에서 북서쪽으로 가로질러 북류(北流)하는 장월평천이 있다. 현재 가좌 6~9통의 4개통 21반과, 가좌동과 구산동이 섞여있는 가좌2동의 3개통이 있다.

## 교육
- 가좌초등학교
- 가좌고등학교
- 고양송산중학교
- 송포초등학교 (경기)

## 아파트
| 단지명                        | 건설사   | 시행사         | 주소                | 입주        | 비고 |
| ----------------------------- | -------- | -------------- | ------------------- | ----------- | ---- |
| 가좌마을 3단지 청원벽산블루밍 | 벽산건설 | ㈜청원건설     | 일산서구 가좌2로 53 | 2002년 10월 |      |
| 가좌마을 5단지 벽산블루밍     | 벽산건설 | ㈜킴스개발산업 | 일산서구 가좌1로 10 | 2005년 9월  |      |
| 가좌마을 6단지 벽산블루밍     | 벽산건설 | ㈜킴스개발산업 | 일산서구 가좌2로 22 | 2005년 9월  |      |
| 가좌마을 2단지 푸르지오       | 대우건설 | ㈜선진씨엠씨   | 일산서구 가좌3로 45 | 2005년 7월  |      |
| 가좌마을 1단지 양우내안애     | 양우건설 | 양우건설       | 일산서구 가좌4로 29 | 2005년 10월 |      |
| 가좌마을 7단지 꿈에그린       | 한화건설 | 한화건설       | 일산서구 송포로207  | 2010년 3월  |      |